# Arturo Graf
Arturo Graf (Atene, 19 gennaio 1848 – Torino, 31 maggio 1913) è stato un poeta, aforista e critico letterario italiano.

## Biografia
Arturo Graf nasce ad Atene da padre tedesco di Norimberga, Adolfo Graf, commerciante, e madre italiana di Ancona, Serafina Bini, e nel 1851 si trasferisce a Trieste con la famiglia. Alla morte del padre va a vivere a Brăila, in Romania, ospite del fratello della madre e solamente nel 1863 rientra in Italia dove frequenta il liceo a Napoli. Terminato il liceo, segue le lezioni di Francesco de Sanctis, ma in seguito s'iscrive a giurisprudenza e si laurea in legge nel 1870.
Si dedica intanto, per un breve periodo, al commercio a Braila e al ritorno in Italia si reca a Roma dove conosce Ernesto Monaci con il quale stringe una salda amicizia, iniziando approfonditi studi sul Medioevo del quale si occupò anche in seguito, con particolare attenzione ai suoi aspetti simbolici.
Nel 1875 ottiene la libera docenza in Letteratura italiana e ottiene un incarico come docente di Letteratura italiana e di Letteratura romanza all'Università di Roma. Nel 1876 gli viene affidata la cattedra di Letteratura neolatina presso l'Università degli Studi di Torino, dove inizia i corsi con la conferenza "Di una trattazione scientifica della storia letteraria" e nel 1882 si trasferisce definitivamente in quella città, insegnando sempre - come professore ordinario - letteratura italiana fino al 1907. Ha tra i suoi allievi Piero Martinetti.
Nel 1883 fonda, insieme a Francesco Novati e Rodolfo Renier, il Giornale storico della letteratura italiana del quale diventerà condirettore. Collabora anche alla rivista Critica Sociale e a Nuova Antologia sulla quale pubblica le opere in versi Medusa nel 1880 a cui seguiranno, nel 1890, Dopo il tramonto e Rime della selva nel 1906 che rispecchiano la sua lenta e graduale conversione al razionalismo positivistico e dove si trova un primo accenno di simbolismo cristiano.
Le dolorose vicende familiari di questo periodo, tra le quali la morte per suicidio del fratello Ottone nel 1894, lo avvicinano alla religione: Graf scrive l'opera Per una fede nel 1906, il Saggio sul "Santo" di A. Fogazzaro, gli aforismi e le parabole di Ecce Homo nel 1908 e il suo unico romanzo, Il riscatto, nel 1901. Il riscatto rimane uno degli elaborati più caratteristici dello spiritualismo del primo Novecento, dove viene rappresentata, anche con riferimenti autobiografici, la contrapposizione fra la legge dell'ereditarietà, nella quale necessariamente ogni avvenimento deve essere determinato da quello che lo precede, e la volontà individuale intenta a liberarsi dei legami e a fuggire.

## La poetica
L'opera poetica di Graf risente dell'atmosfera cupa delle leggende medievali, tipiche del primo romanticismo con le meditazioni sulla morte, sul male del mondo, la visione di paesaggi solitari e patetiche esistenze tragiche che troppo spesso si risolvono in macabre rappresentazioni e, solo di rado, in un più acuto simbolismo che consente all'autore di raggiungere un'efficace simbologia funebre, tetra, sommessa, percorsa da lunghi brividi musicali.
Egli compose inoltre un gran numero di opere di critica letteraria che risentono del tentativo di partecipare alla filologia della scuola storica e rivelano la sapienza di un lettore sensibile ed entusiasta.

## Opere

### Narrativa
- Poesie e novelle di gioventù, Loescher, Roma, 1876.
- Il riscatto, Treves, Milano, 1901.

### Saggi
- Della poesia popolare romena, in «La nuova antologia», XXX, 1875, pp. 5–36.
- Di una trattazione scientifica della storia letteraria, Loescher, Roma, 1877.
- La leggenda del paradiso terrestre, Loescher, Roma, 1878.
- Roma nella memoria e nelle immaginazioni del medioevo (2 voll.), Loescher, Roma 1882–1883; poi Il cubo, Roma, 2006.
- Attraverso il Cinquecento, Loescher, Torino, 1888.
- Il diavolo, Treves, Milano, 1889.
- Foscolo, Manzoni, Leopardi, Loescher, Torino, 1889.
- Miti, leggende e superstizioni del medioevo (2 voll.), Loescher, Roma 1892-1893, ora riedito in versione integrale a cura di C. Allasia e W. Meliga, prefazione di M. Guglielminetti, saggi introduttivi di E. Artifoni e C. Allasia, Bruno Mondadori, Milano, 2002.
- L'anglomania e l'influsso inglese in Italia nel sec. XVIII, Treves, Milano, 1911. Riedito a cura di Francesco Rognoni e Pierangelo Goffi, La scuola di Pitagora, Napoli, 2020.
- Confessioni di un maestro. Scritti su cultura e insegnamento con lettere inedite, a cura di Stefania Signorini, Interlinea, Novara, 2002.

### Poesia
- Medusa, Loescher, Torino, 1880.
  - Polve
- Dopo il tramonto, Treves, Milano, 1890.
- Le Danaidi, Loescher, Torino, 1897.
- L'ultimo viaggio di Ulisse,1901
- Morgana, Treves, Milano, 1901.
- Poemetti drammatici, Treves, Milano, 1905.
- Rime della selva, Treves, Milano, 1906.